# ماركوس توماس بيوس غيلبرت
ماركوس توماس بيوس غيلبرت (بالإنجليزية: Marcus Thomas Pius Gilbert)‏ هو عالم أحياء تطوري بريطاني، ولد في 1977.